# David Weatherley
David John Weatherley (Londres, 1 de marzo de 1939-12 de diciembre de 2024) fue un actor neozelandés. 

## Carrera
Weatherley nació en Londres y emigró a Canadá para seguir la profesión militar. Posteriormente reemigró a Nueva Zelanda, donde emprendió su carrera de actor. Allí comenzó su carrera en los teatros de Nueva Zelanda. En 1981, actuó por primera vez para el cine en la película Under the Mountain. También intervino años después en el remake de esa misma cinta, lanzado en 2009. Siguieron varias apariciones en la televisión, en series como Jack Holborn (1982) y Home and Away (1990/91). Actuó también en episodios sueltos de las populares series Xena: la princesa guerrera y Hércules.
Sin embargo, el papel que le hizo internacionalmente conocido por el gran público fue el de Cebadilla Mantecona en El Señor de los Anillos: la Comunidad del Anillo (2001). En 2004 puso su voz a uno de los personajes del videojuego Star Wars: caballeros de la Antigua República 2: los señores Sith. Siguieron sus intervenciones como el mayordomo Spencer y la voz de Benglo el Fieragato en Power Rangers Operation Overdrive (2007), así como pequeños roles en las series Legend of the Seeker y Hounds.